# Ronde van België 2012
De 82e editie van de Ronde van België, ook Bank van De Post Ronde van België, werd van 23 tot en met 27 mei verreden. De Ronde van België 2012 maakte deel uit van de UCI Europe Tour 2012 in de categorie 2.HC.

## Deelnemende ploegen
Er namen 21 teams van elk acht renners deel aan deze editie, dus 168 in totaal.
| 7 UCI-World Tour-ploegen | 8 Professionele continentale wielerploegen | 6 Continentale wielerploegen       |
| Team Katjoesja           | Landbouwkrediet-Euphony                    | An Post-Sean Kelly                 |
| Omega Pharma-Quick Step  | Topsport Vlaanderen-Mercator               | BKCP-Powerplus                     |
| Astana Pro Team          | Accent.Jobs-Willems Veranda's              | Wallonie Bruxelles-Crédit Agricole |
| Rabobank                 | Argos-Shimano                              | Jong Vlaanderen Cycling Team       |
| BMC Racing Team          | Cofidis, le crédit en ligne                | Sunweb-Revor                       |
| Lotto-Belisol            | Team RusVelo                               | Telenet-Fidea                      |
| Vacansoleil-DCM          | Acqua & Sapone                             |                                    |
|                          | Unitedhealthcare Pro Cycling               |                                    |

## Etappes en uitslagen
| Etappe | Datum  | Start - Aankomst              | Afstand  | Winnaar           | Ploeg                   | Leider        |
| ------ | ------ | ----------------------------- | -------- | ----------------- | ----------------------- | ------------- |
| 1e     | 23 mei | Mechelen - Buggenhout         | 162 km   | André Greipel     | Lotto-Belisol           | André Greipel |
| 2e     | 24 mei | Lochristi - Knokke-Heist      | 170,7 km | André Greipel     | Lotto-Belisol           | André Greipel |
| 3e     | 25 mei | Knokke-Heist - Beveren        | 173,5 km | André Greipel     | Lotto-Belisol           | André Greipel |
| 4e     | 26 mei | Turnhout - Arendonk (tijdrit) | 20,5 km  | Tony Martin       | Omega Pharma-Quick Step | Tony Martin   |
| 5e     | 27 mei | Clavier - Engis               | 208,5 km | Carlos Betancourt | Acqua & Sapone          | Tony Martin   |

## Eindresultaten
| Plaats    | Naam             | Ploeg                   | Tijd      |
| --------- | ---------------- | ----------------------- | --------- |
| Rode trui | Tony Martin      | Omega Pharma-Quick Step | 16u51'28" |
| 2         | Lieuwe Westra    | Vacansoleil-DCM         | +00' 43"  |
| 3         | Carlos Barredo   | Rabobank                | +01' 02"  |
| 4         | Sergey Firsanov  | Team RusVelo            | +01' 11"  |
| 5         | Andrij Grivko    | Astana Pro Team         | +01' 26"  |
| 6         | Francesco Reda   | Acqua & Sapone          | +01' 38"  |
| 7         | Philippe Gilbert | BMC Racing Team         | +01' 45"  |
| 8         | Simon Špilak     | Team Katjoesja          | +01' 47"  |
| 9         | Manuel Quinziato | BMC Racing Team         | +01' 50"  |
| 10        | Maarten Wynants  | Rabobank                | +01' 58"  |

| Plaats    | Naam                | Ploeg                  | Punten |
| --------- | ------------------- | ---------------------- | ------ |
| Gele trui | André Greipel       | Lotto-Belisol          | 90     |
| 2         | Danilo Napolitano   | Acqua & Sapone         | 75     |
| 3         | Kenny van Hummel    | Vacansoleil-DCM        | 58     |
|           |                     |                        |        |
| 11        | Michael Van Staeyen | Topsport Vlaanderen-M. | 30     |

| Plaats      | Naam              | Ploeg                       | Punten |
| ----------- | ----------------- | --------------------------- | ------ |
| Zwarte trui | Leonardo Duque    | Cofidis, le crédit en ligne | 97     |
| 2           | Michael Schär     | BMC Racing Team             | 43     |
| 3           | Ramon Sinkeldam   | Argos-Shimano               | 35     |
|             |                   |                             |        |
| 12          | Laurens De Vreese | Topsport Vlaanderen-M.      | 12     |

| Plaats     | Naam           | Ploeg                       | Tijd      |
| ---------- | -------------- | --------------------------- | --------- |
| Witte trui | Pieter Serry   | Topsport Vlaanderen-M.      | 16u54'08" |
| 2          | Romain Zingle  | Cofidis, le crédit en ligne | +00' 26"  |
| 3          | Petr Ignatenko | Team Katjoesja              | +00' 40"  |
|            |                |                             |           |
| 8          | Pim Ligthart   | Topsport Vlaanderen-M.      | +10' 15"  |

| Plaats | Ploeg           | Tijd      |
| ------ | --------------- | --------- |
|        | Team RusVelo    | 50u39'05" |
| 2      | Team Katjoesja  | +01' 06"  |
| 3      | BMC Racing Team | +02' 17"  |